# Rödingträsket (Tärna socken, Lappland, 727426-150350)
Rödingträsket är en sjö i Storumans kommun i Lappland och ingår i Umeälvens huvudavrinningsområde. Sjön har en area på 0,14 kvadratkilometer och ligger 697,4 meter över havet. Sjön avvattnas av vattendraget Järvbäcken.

## Delavrinningsområde
Rödingträsket ingår i det delavrinningsområde (727423-150320) som SMHI kallar för Inloppet i Järvsjön. Medelhöjden är 769 meter över havet och ytan är 17,27 kvadratkilometer. Det finns inga avrinningsområden uppströms utan avrinningsområdet är högsta punkten. Järvbäcken som avvattnar avrinningsområdet har biflödesordning 3, vilket innebär att vattnet flödar genom totalt 3 vattendrag innan det når havet efter 344 kilometer. Avrinningsområdet består mestadels av skog (52 procent) och kalfjäll (37 procent). Avrinningsområdet har 0,72 kvadratkilometer vattenytor vilket ger det en sjöprocent på 4,2 procent.